# DT56a
DT56a est un extrait de haricots de soja fermentés issu du tofu et de graines de lin ; il est qualifié de « mixture de phytoestrogènes » ou « phyto-modulateur sélectif des récepteurs aux œstrogènes (SERM) »,. Ce complément alimentaire est commercialisé sous différentes marques et revendique des effets en matière de traitement de la ménopause et pour favoriser la santé osseuse, effets qui n'ont pas été validés par l'Autorité européenne de sécurité des aliments (AESA). 

## Études préliminaires
DT56a exercerait une action agoniste (stimulatrice) sur les récepteurs œstrogéniques localisés dans le cerveau et dans les os,,  entraînant ainsi un soulagement des symptômes de la ménopause tels que les bouffées de chaleur et une augmentation de la densité minérale osseuse (DMO) , tout en exerçant un effet antagoniste (blocage) sur les tissus mammaires et utérins,, n’induisant ainsi aucune prolifération cellulaire dans ces tissus. Selon ces études, le DT56a, en augmentant l’activité des ostéoblastes, régénèrerait le tissu osseux. DT56a agirait sur les récepteurs œstrogéniques sans induire de modification des taux d’hormones dans le sang, ce qui indique que le corps ne le reconnaît pas en tant qu’œstrogène.

## Indications et allégations en matière de santé
Selon son fabricant, ce complément alimentaire soulagerait les symptômes de la ménopause et favoriserait la santé osseuse. Une demande d'autorisation a été déposée en 2008 auprès de l'AESA, revendiquant que le DT56a « induit la formation d'os et augmente la densité minérale osseuse réduisant le risque d'ostéoporose et d'autres troubles osseux. » Cette demande a été refusée, l'AESA ayant conclu qu ’ « il n’a pas été établi de lien de cause à effet entre la consommation de Femarelle et augmentation de la DMO, augmentation de la formation osseuse ou diminution du risque d'ostéoporose ou d'autres troubles osseux chez les femmes ménopausées ».

## Dénominations commerciales
Femarelle (Grèce, Italie, Espagne, Israël, États-Unis, Inde, Lettonie, Lituanie, Estonie) 

Tofupill (Norvège, Suède, Chypre, Mexique) 

Bonfemi (Finlande) 